# Шоко Асахара
Шоко Асахара е името, с което става известен Чидзуо Мацумото, японски религиозен водач и терорист.
Той е основател и водач на религиозната секта „Аум Шинрикьо“ („Учение на истината АУМ“, понастоящем позната като „Алеф“). През 1994 г. членове на сектата пускат газ зарин в град Мацумото, префектура Нагано, от който загиват 7 души. Шоко Асахара е и главен виновник за терористичния атентат с газ зарин в токийското метро на 20 март 1995 г. с 13 убити, над 50 души с тежки увреждания и около 1000 други пострадали с временни проблеми в зрението.
Екзекутиран е на 6 юли 2018 г. Освен него са били обесени в различни затвори още шестима главатари на сектата. Още 12 членове на сектата очакват изпълнението на смъртните си присъди.